# Französische Rugby-Union-Meisterschaft 1999/2000
Die Saison 1999/2000 war die 101. Austragung der französischen Rugby-Union-Meisterschaft (französisch Championnat de France de rugby à XV). Sie umfasste 24 Mannschaften in der höchsten Liga Élite 1 (heutige Top 14).
Nach der Qualifikationsrunde, bei der die Mannschaften in zwei Zwölfergruppen eingeteilt waren, qualifizierten sich die beiden besten Mannschaften direkt für das Viertelfinale. Die Dritt- bis Sechstplatzierten trugen eine Barrage um die übrigen Viertelfinalplätze aus. Auf das Halbfinale folgte das Endspiel, das am 15. Juli 2000 im Stade de France in Saint-Denis stattfand. In diesem trafen die beiden Halbfinalsieger aufeinander und spielten um den Bouclier de Brennus. Dabei setzte sich Stade Français gegen die US Colomiers durch und errang zum zehnten Mal den Meistertitel.
Am Ende der Saison stiegen vier Mannschaften in die zweite Division ab, da die Élite 1 auf 21 Mannschaften verkleinert wurde. Die US Montauban und der RC Nîmes stiegen direkt ab, während sich Stade Aurillacois in einer Barrage gegen den Racing Club de France durchsetzte und in der Élite 1 verblieb. Da der RC Toulon ein großes Defizit angehäuft hatte, erhielt der Verein keine Profilizenz mehr und wurde zwangsrelegiert.

## Qualifikationsrunde

### Gruppe 1
|     | Team              | Spiele | Siege | Unent. | Ndlg. | Spiel- punkte | Diff. | Tabellen- punkte |
| --- | ----------------- | ------ | ----- | ------ | ----- | ------------- | ----- | ---------------- |
| 1.  | Stade Toulousain  | 22     | 18    | 0      | 4     | 751:355       | + 396 | 58               |
| 2.  | US Colomiers      | 22     | 11    | 3      | 8     | 527:401       | + 126 | 47               |
| 3.  | Stade Français    | 22     | 12    | 1      | 9     | 612:465       | + 147 | 47               |
| 4.  | CA Brive          | 22     | 12    | 0      | 10    | 567:556       | + 11  | 46               |
| 5.  | US Dax            | 22     | 12    | 0      | 10    | 610:560       | + 50  | 46               |
| 6.  | USA Perpignan     | 22     | 12    | 0      | 10    | 561:513       | + 48  | 45               |
| 7.  | RC Narbonne       | 22     | 11    | 1      | 10    | 620:526       | + 94  | 44               |
| 8.  | Stade Rochelais   | 22     | 11    | 1      | 10    | 524:543       | − 19  | 43               |
| 9.  | FC Auch           | 22     | 9     | 1      | 12    | 452:477       | − 25  | 43               |
| 10. | FC Grenoble       | 22     | 9     | 1      | 12    | 446:530       | − 84  | 41               |
| 11. | Stade Aurillacois | 22     | 8     | 0      | 14    | 491:696       | − 205 | 38               |
| 12. | US Montauban      | 22     | 3     | 0      | 19    | 347:776       | − 429 | 30               |

### Gruppe 2
|     | Team                       | Spiele | Siege | Unent. | Ndlg. | Spiel- punkte | Diff. | Tabellen- punkte |
| --- | -------------------------- | ------ | ----- | ------ | ----- | ------------- | ----- | ---------------- |
| 1.  | Castres Olympique          | 22     | 16    | 0      | 6     | 788:440       | + 348 | 54               |
| 2.  | Section Paloise            | 22     | 16    | 0      | 6     | 581:425       | + 156 | 54               |
| 3.  | SU Agen                    | 22     | 15    | 1      | 6     | 678:375       | + 303 | 53               |
| 4.  | AS Montferrand             | 22     | 14    | 0      | 8     | 765:455       | + 310 | 50               |
| 5.  | Biarritz Olympique         | 22     | 13    | 0      | 9     | 558:436       | + 122 | 48               |
| 6.  | CS Bourgoin-Jallieu        | 22     | 13    | 0      | 9     | 682:459       | + 223 | 48               |
| 7.  | CA Bordeaux-Bègles Gironde | 22     | 13    | 0      | 9     | 588:570       | + 18  | 48               |
| 8.  | Stade Montois              | 22     | 10    | 2      | 10    | 541:565       | − 24  | 44               |
| 9.  | RC Toulon                  | 22     | 10    | 1      | 11    | 445:584       | − 139 | 43               |
| 10. | CA Périgueux               | 22     | 7     | 0      | 15    | 468:677       | − 209 | 36               |
| 11. | Racing Club de France      | 22     | 3     | 0      | 21    | 341:873       | − 532 | 28               |
| 12. | RC Nîmes                   | 22     | 0     | 0      | 22    | 286:873       | − 587 | 22               |

## Finalphase

### Barragespiele
| Datum         | Begegnung                          | Ergebnis |
| ------------- | ---------------------------------- | -------- |
| 24. Juni 2000 | US Dax – Biarritz Olympique        | 24:37    |
| 24. Juni 2000 | SU Agen – USA Perpignan            | 32:33    |
| 24. Juni 2000 | US Colomiers – CS Bourgoin-Jallieu | 20:18    |
| 24. Juni 2000 | AS Montferrand – CA Brive          | 41:23    |

### Viertelfinale
| Datum        | Begegnung                             | Ergebnis |
| ------------ | ------------------------------------- | -------- |
| 1. Juli 2000 | Stade Toulousain – Biarritz Olympique | 28:18    |
| 1. Juli 2000 | Stade Français – USA Perpignan        | 25:15    |
| 1. Juli 2000 | Castres Olympique – US Colomiers      | 15:29    |
| 1. Juli 2000 | Section Paloise – AS Montferrand      | 28:27    |

### Halbfinale
| Datum        | Begegnung                         | Ergebnis |
| ------------ | --------------------------------- | -------- |
| 8. Juli 2000 | Stade Toulousain – Stade Français | 13:30    |
| 8. Juli 2000 | Section Paloise – US Colomiers    | 22:24    |

### Finale
| 15. Juli 2000 | Stade Français                                                                           | 28 : 23         | US Colomiers                                                              | Stade de France, Saint-Denis Zuschauer: 45.000 Schiedsrichter: Didier Mené |
| 15. Juli 2000 | Versuche: Laussucq, Comba, Dominici Erhöhungen: Domínguez (2) Straftritte: Domínguez (3) | (14:13) Bericht | Versuche: Ntamack, Culinat Erhöhungen: Skrela (2) Straftritte: Skrela (3) | Stade de France, Saint-Denis Zuschauer: 45.000 Schiedsrichter: Didier Mené |

Aufstellungen
Stade Français:

Startaufstellung: Sylvain Marconnet, Laurent Pedrosa, Pieter de Villiers, David Auradou, Hervé Chaffardon, Christophe Moni, Richard Pool-Jones, Christophe Juillet, Christophe Laussucq, Diego Domínguez, Nicolas Raffault, Cliff Mytton, Franck Comba, Christophe Dominici, Conrad Stoltz

Auswechselspieler: Fabrice Landreau, Darren George, Pierre Rabadan, Arthur Gomes, Justin Wring, Sylvain Jonnet, Jérémie Foissac
US Colomiers:

Startaufstellung: Stéphane Delpuech, Christophe Laurent, Jérémy Tomuli, Jean-Philippe Revailler, Jean-Marc Lorenzi, Bernard De Giusti, Patrick Tabacco, Francis Ntamack, Fabrice Culinat, David Skrela, Benjamin Lhande, Jérôme Sieurac, Mickaël Carré, Sébastien Roque, Jean-Luc Sadourny

Auswechselspieler: Philippe Magendie, Marc Dal Maso, Hervé Manent, Laurent Marticorena, Stéphane Peysson, Stéphane Graou, Frédéric Pédoussaut